# لشنیچووکا (استان اوپوله)
لشنیچووکا (به لهستانی: Leśniczówka) یک منطقهٔ مسکونی در لهستان است که در گمینا لوین بژسکی واقع شده‌است.